# 梅尔克河畔奥伯恩多夫
梅尔克河畔奥伯恩多夫是奥地利下奥地利州沙伊布斯县的一个市镇。总面积42.78平方公里，总人口3004人，人口密度70.2人/平方公里（2005年）。